# Пам'ятник таганрозьким підпільникам «Клятва юності»
«Клятва юності» — сталевий пам'ятник героям таганрозького підпілля розташований у місті Таганрозі на Спартаковському провулку. Відкрито 28 серпня 1973 року до сорокаріччя визволення міста фашизму. Автори пам'ятника — скульптори В. П. і В. М. Грачови (подружжя) і архітектор Є. В. Пантелеймонов. Монумент створено на кошти, зароблені молоддю міста на суботниках і недільниках.
Фігури відлили на Таганрозькому металургійному заводі (майстер В. В. Солнцев).
Пам'ятник являє собою чотирьох метрову скульптурну групу (хлопець і дівчина), що стоїть на півметровому постаменті. Перед ними — вертикально встановлений гранітний сувій із словами «Клятви»:

Я, вступаючи до лав борців Радянської влади проти німецьких загарбників,
присягаюся, що:

Буду сміливим і безстрашний у виконанні даних мені завдань.

Буду пильний і мовчазним.

Беззаперечно буду виконувати дані мені доручення і накази.

Якщо я порушу цю клятву, нехай моїм уділом буде загальне презирство
і смерть.

камінь з текстом

До пам'ятника веде алея, перед входом до якої на гранітному камені викарбувані слова таганрозького поета:

Вклоніться, нащадки,

Героям народної помсти!

Був нелегкий їхній шлях,

Але інших не шукали доріг.

Присягніть, нащадки.

На площі цій священній

Бути гідними тих,

Хто загинув за рідний Таганріг.

Серед жителів міста відомий як «Сліпі».